# PalaMazzola
Il palazzetto dello sport Valentino Mazzola, detto anche PalaMazzola, è un'arena coperta situata nella città di Taranto. Inaugurato nel 2004, l'impianto polifunzionale ospita le gare interne delle locali squadre di pallavolo maschile e di basket femminile e futsal calcio a 5.
Il palazzetto conserva ancora oggi la facciata principale di quello che prima era l'ingresso principale dello storico stadio Mazzola. Oltre all'ingresso principale, che si trova in via Cesare Battisti di fronte alla strada che porta al ponte Punta Penna Pizzone, ha un altro ingresso dal lato opposto del palazzetto, ovvero in via Venezia. Ha una capienza di 5000 spettatori ed è occasionalmente sede di concerti.

## Storia
La struttura si trova nel luogo in cui sorgeva lo storico stadio Valentino Mazzola che, inaugurato nel 1923, poteva contenere fino a 15000 spettatori e fino al 1950 era servito dalla rete tranviaria cittadina. Dapprima prese il nome di stadio "Corvisea" dal nome del quartiere ove era ubicato; nel 1949 fu intitolato a Valentino Mazzola, campione del Grande Torino morto con i suoi compagni a Superga.
Nel corso degli anni '60 fu ritenuto strutturalmente inadeguato alle ambizioni della Associazione Sportiva Taranto; fu quindi decisa la costruzione di un nuovo impianto, il Salinella, poi ribattezzato stadio Erasmo Iacovone, inaugurato l'8 dicembre 1965. Il Mazzola continuò a ospitare incontri di categorie giovanili e molteplici eventi musicali per tutti gli anni '70 e i primi anni '80: alcuni concerti dei Pooh che, nei primi anni '70, si esibivano quasi ogni anno a Taranto al teatro "Alfieri" e in'un'occasione anche al "Mazzola" per un evento organizzato dall'emittente radiofonica Radio City One. Il 29 maggio 1980 si esibirono i Rockets.
La struttura cadde in disuso dalla seconda metà degli anni '80, nel 1986 l'Amministrazione Comunale approvò il progetto preliminare per la realizzazione di nuovo impianto, un palazzetto polifunzionale che ancora mancava alla città e che potesse ospitare le società sportive di pallacanestro e pallavolo da sempre costrette a girovagare per palestre scolastiche e impianti privati. I lavori si bloccarono negli anni '90 in stato avanzato con entrambe le tribune già innalzate e ripresero solamente nei primi anni del nuovo millennio fino al completamento del palazzetto. 
Fu inaugurato il 18 settembre 2004 alla presenza delle autorità cittadine con una decisiva partita di pallacanestro femminile tra la nazionale italiana e la nazionale lituana, valida per le qualificazioni agli Europei del 2005. Per essere sicure di qualificarsi seconde e sperare nel ripescaggio le azzurre avrebbero dovuto chiudere il match con almeno 9 punti di vantaggio; il risultato finale invece fu di 70 a 55 per le ex sovietiche.
Il 29 maggio 2010 la città di Taranto alla presenza del sindaco di Taranto Ippazio Stefàno e delle massime cariche istituzionali riceve in dono, da Elio Dalto fondatore dei Giochi della Magna Grecia Olimpica, una statua raffigurante il Discobolo di Mirone. La statua è posizionata all'ingresso del PalaMazzola.
Attualmente il palazzetto ospita le gare interne della squadra tarantina di pallavolo maschile Gioiella Prisma Taranto Volley, attiva nel massimo campionato di Superlega a partire dal campionato 2021-2022, che nella stagione appena trascorsa ha registrato il record di 3000 spettatori in occasione dell’ultimo match casalingo della stagione regolare, contro i campioni del mondo del SIR Safety Perugia Volley, reduci dal campionato mondiale per club FIVB 2022.

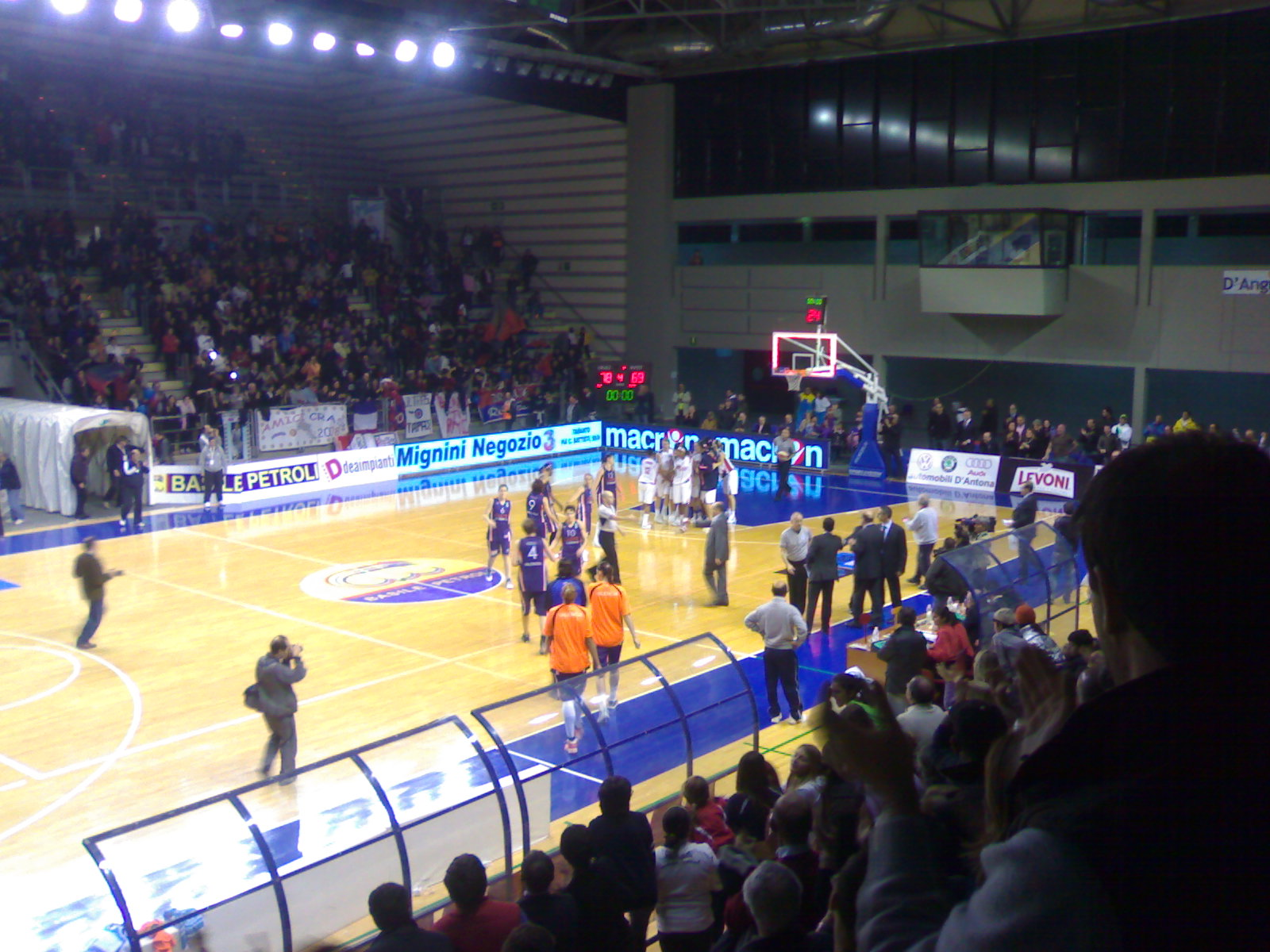
Interno del Palamazzola

## Concerti ed eventi tenuti
- 11 aprile 2005 Antonello Venditti - «Campus live tour»
- 30 aprile 2005 Gianni Morandi
- 21 marzo 2005 Beppe Grillo - «beppegrillo.it»
- 17 febbraio 2006 Nek
- 25 marzo 2006 Tuxedomoon
- 17 maggio 2006 Checco Zalone
- 16 novembre 2006 Claudio Baglioni - "Tutti qui tour"
- 10 marzo 2007 Tiziano Ferro
- 14 marzo 2007 Gigi D'Alessio
- 14 aprile 2007 Massimo Ranieri - «Canto perché non so nuotare... da 40 anni»
- 19 novembre 2007 Biagio Antonacci - «Vicky Love Tour»
- 16 marzo 2008 Biagio Antonacci
- 22 novembre 2008 Negramaro
- 8 dicembre 2008 Beppe Grillo - «Delirio Tour 08»
- 5 gennaio 2009 Checco Zalone - «Che Cozzalone»
- 3 maggio 2009 Marco Carta
- 19 maggio 2009 Tiziano Ferro
- 11 novembre 2009 Gigi D'Alessio
- 10 dicembre 2009 PFM, Premiata Forneria Marconi - «PFM canta De André+35 e un minuto»
- 18 maggio 2010 Renzo Arbore
- 21 maggio 2010 Gianluca Grignani
- 19 settembre 2010 Fiorella Mannoia
- 27 febbraio 2011 Massimo Ranieri
- 13 marzo 2011 Giorgio Panariello
- 25 marzo 2011 Alessandra Amoroso
- 26 marzo 2011 Pooh
- 9 aprile 2011 Lucio Dalla & Francesco De Gregori
- 6 febbraio 2012  Jovanotti
- 22 maggio 2012 Negramaro
- 8 dicembre 2012 Biagio Antonacci
- 20 novembre 2014 Claudio Baglioni
- 28 febbraio 2015 Caparezza
- 14 aprile 2015 Biagio Antonacci
- 18 febbraio 2018 Caparezza

## Eventi sportivi storici
- 18 settembre 2004: Qualificazioni EuroBasket 2005  gara 4 [3]

 Italia -  Lituania 55-70 (9-12, 18-31, 36-51) 
Tabellino:

 Italia: Franchini NE, Zara 18 (5/9, 2/4), Ballardini 3 (0/1, 1/3), Moro (0/4, 0/1), Zimerle (0/1, 0/1), Masciadri 11 (3/6, 1/3), Balleggi, Paparazzo 7 (3/10), Ciampoli 4(1/5), Prado 4 (1/2), Dacic 3 (1/5), Macchi 7 (3/8, 0/1), All. Aldo Corno

 Lituania: Zygelyte ne, Brazdeikyte 11 (1/4, 1/2), Bimbaite 3 (1/2 da tre), Streymikyte 22 (8/11, 0/1), Abromaite 3 (0/3), Valentiene 4 (1/3, 0/2), Nikonovaite ne, Baranauskaite 12 (5/9, 0/1), Briedyte 3 (1/4 da tre), Valuzyte 12 (3/7), Sulciute NE, Razmaite NE, All. Algirdas Paulauskas. 

ARBITRI: Nakic (Croazia) e Kovacic (Slovenia)

NOTE: Spettatori 3500. Fallo antisportivo a Masciadri e a Paparazzo. 
- 3 ottobre 2004: 2004-05 Regular season, Seconda giornata[4]

 Taranto -  Treviso 3-2 (25-22, 14-25, 26-24,21-25, 15-6)
Tabellino:

 Taranto: Herpe Renaud 9, Fenili Riccardo (L),Bakumovski Eugen 6, Rossetti Giacomo NE, Oliveri Simone 0, Pinheiro Nuno 1, Cantagalli Luca NE, Giombini Leondino 8, Cuminetti Juan Carlos 18, Hernandez Ihosvany 21, Giretto Giacomo 3, All. Vincenzo Di Pinto

 Treviso: Kovacevic Toni NE, Fei Alessandro 18, Vermiglio Valerio 1, Papi Samuele 14, Farina Alessandro (L), Gaspar Hugo Fernando Lucas NE, Endres Gustavo 13, Barbaro Enzo NE, Tencati Luca 7, Cisolla Alberto 5, Casoli Cristian 0, All. Daniele Bagnoli 

Arbitri: Massimo Menghini, Simone Santi.

NOTE – Spettatori 3303; incasso € 27866 euro; durata set: 25’, 20’, 29’, 23’, 12’ ; durata totale 109'. Cartellino giallo a Vigor Bovolenta sul 8-8 del quinto set. 
- 13 aprile 2009: finale Serie A1 Basket Femminile 2008/09 gara 2

Taranto Cras Basket  - Umana Venezia  56-52 (19-13, 28-33, 45-45)
Tabellino:

Cras Basket Taranto  : Mahoney M. 8 (3/10, 0/2), Siccardi V. 8 (2/3), Zimerle A. 3 (0/3, 1/4), Sauret Gillespie A. 2 (1/1), David I. 14 (3/6, 1/1), Martellotti N. NE , Godin E. 10 (4/7), Batkovic S. 3 (1/4, 0/1), Oliva A. NE , Greco M. 8 (3/6, 0/2), All. Ricchini Roberto

Umana Venezia  : Tognalini F. NE , Corradini L. 8 (2/4), Carson E. 2 (1/5, 0/1), Ballardini S. 7 (1/3, 0/4), Cirone M. 6 (1/3, 0/1), Andrade M. 6 (3/3, 0/3), Nadalin J. 8 (4/9), Jokic D. 8 (4/7), Hayden V. 7 (2/7), Brotto G. NE , All. Riga Massimo

ARBITRI:Mauro Moretti, Pierantonio Riosa

NOTE: uscite per 5 falli Hayden Vanessa Cras Basket Taranto tiri da due 15/37 (40,5%), tiri da tre 4/13 (30,8%), tiri liberi 14/25 (56%), rimbalzi dif. 24, off 18, palle perse 24, rec. 20. Umana Venezia tiri da due 18/41 (43,9%), tiri da tre 0/9 (0%), tiri liberi 16/25 (64%), rimbalzi dif. 19, off 12, palle perse 18, rec. 24.
- 7 maggio 2009: Finale Scudetto Serie A1 Basket Femminile 2008/09 gara 3

Taranto Cras Basket  - Umana Venezia  57-50 (18-12, 28-24, 44-37)
Tabellino:

Cras Basket Taranto  : Mahoney M. 19 (4/7, 1/3), Siccardi V. (0/1, 0/2), Zimerle A. 9 (1/4, 2/5), Sauret Gillespie A. , David I. 3 (1/3), Martellotta N. NE , Godin E. 6 (3/7), Batkovic S. 10 (5/8, 0/2), Oliva A. NE , Greco M. 10 (5/9, 0/1), All. Ricchini Roberto

Umana Venezia  : Tognalini F. NE , Corradini L. (0/1), Carson E. 10 (3/10, 0/2), Ballardini S. 9 (1/2, 0/3), Cirone M. 11 (2/4, 2/3), Andrade M. 2 (1/1, 0/1), Nadalin J. 2 (1/4), Jokic D. 5 (2/5), Hayden V. 11 (5/6), Brotto G. NE , All. Riga Massimo

ARBITRI:Enrico Bartoli, Nicola Ranaudo

NOTE: Cras Basket Taranto tiri da due 19/39 (48,7%), tiri da tre 3/13 (23,1%), tiri liberi 10/14 (71,4%), rimbalzi dif. 19, off 11, palle perse 16, rec. 22. Umana Venezia tiri da due 15/33 (45,5%), tiri da tre 2/9 (22,2%), tiri liberi 14/20 (70%), rimbalzi dif. 21, off 8, palle perse 19, rec. 17
- 2 aprile 2009: finale EuroCup 2008-09 gara 1

Taranto Cras Basket  - Galatasaray  67-55 (16-16, 29-37, 42-46)
Tabellino:

Cras Taranto  : Zimerle 7, Greco 9, Mahoney 8, Godin 2, Batkovic 15; Bello 6, Siccardi, Sauret-Gillespie 6, David 14, Oliva ne. All. Ricchini.

Galatasaray Istanbul  : Alben 3, Palazoglu 3, Augustus 19, Young 9, Kress 9; Sencebe 10, Binogul ne, Saylar ne, Karsli, Caglar ne, Horasan 2, Engin. All. Cevik.

ARBITRI: Miguel Ángel Pérez Niz (Spagna), Ilona Kittlerova (Repubblica Ceca).
- 3 ottobre 2009: finale Supercoppa Italiana 2009

Taranto Cras Basket  - Club Atletico Faenza  65-62 (26-19, 37-31, 53-45)
Tabellino:

Cras Basket Taranto  : Mahoney 8, Siccardi, Di Monte n.e., Giauro, David 7, Montagnino 13, Godin 16, Prado n.e., Brunson 5, Greco 16.
Coach: Ricchini

Club Atletico Faenza  : Adriana 5, Erkic 9, Modica 10, Battisodo 3, Santucci 1, Robert 19, Morigi n.e., Prystupa 11, Alexander 4, Morsiani n.e..
Coach: Rossi

ARBITRI: Gagliardi di Anagni e Boninsegna di Paderno.

Note - Tiri liberi: Taranto 10/12; Faenza 15/25. Tiri da 3: Taranto 3/13; Faenza 2/12. Rimbalzi: Taranto 34 (10 offensivi); Faenza 35 (16 offensivi).
- 16 maggio 2010: Finale Scudetto Serie A1 Basket Femminile 2009/10 2010 - Gara 5

Taranto Cras Basket  - Famila Wüber Schio  64 - 52 (19-12, 38-22, 50-41)
Tabellino:

Cras Basket Taranto  : Mahoney M. 21 (3/3, 1/2), Siccardi V. 2 (1/1, 0/1), Gianolla A. (0/1), Giauro S. , David I. 3 (1/5), Montagnino J. 9 (0/3, 3/4), Wambe K. 12 (2/5, 2/3), Godin E. 6 (3/6), Brunson R. 9 (2/8), Greco M. 2 (1/4, 0/1)
Coach:  Ricchini Roberto.

Famila Wüber Schio  :Pastore C. (0/1, 0/2), Moro E. 9 (2/5, 1/5), Sauret Gillespie A. 13 (6/11), Gattini C. , Tillis I. 10 (2/4, 1/2), Masciadri R. 3 (1/3), Ramon E. , Ngoyisa B. 6 (3/5), Ress K. 1 , Antibe N. 10 (2/4, 0/3)
Coach: Orlando Sandro

ARBITRI: Nicola Ranaudo, Denis Quarta.

Note - uscite per 5 falli Wambe, Brunson. Cras Basket Taranto tiri da due 13/35 (37,1%), tiri da tre 6/12 (50%), tiri liberi 20/23 (87%), rimbalzi dif. 21, off 9, palle perse 9, rec. 19. Famila Wüber Schio tiri da due 15/30 (50%), tiri da tre 3/15 (20%), tiri liberi 13/16 (81,3%), rimbalzi dif. 20, off 8, palle perse 19, rec. 9.
Spettatori oltre 3.500.